# Csát (keresztnév)
A Csát régi magyar személynév, valószínűleg török eredetű, és összefügg a csat szóval, ezért a jelentése: összekapcsolt, összekötött.

## Rokon nevek
- Csatád:[1] régi magyar személynév, a Csát név régi Csat alakjának kicsinyítőképzős származéka[2]
- Csató:[1] régi magyar személynév, a Csát név régi Csat alakjának -ó kicsinyítőképzős származéka[2]
- Csatár:[1] bizonytalan eredetű régi magyar személynév, lehet szláv eredetű, ekkor a jelentése pajzsgyártó, de lehet a Csat név származéka is. A mai csatár szóval nem függ össze, mivel ez utóbbi nyelvújítási alkotás.[2]

## Gyakorisága
Az 1990-es években a Csát, Csatád, Csatár és Csató egyaránt szórványos név, a 2000-es években nem szerepelnek a 100 leggyakoribb férfinév között.

## Névnapok
- Csát: április 6.[2]
- Csatád: július 8.,[2] május 25.[2]
- Csatár: július 8.,[2] július 29.[2]
- Csató: július 8.[2]